# بانک یونی‌کردیت
بانک یونی‌کردیت (انگلیسی: HypoVereinsbank) شرکت خدمات مالی و بانکداری آلمانی است، که در سال ۱۹۹۸ توسط بانک یونی‌کردیت تأسیس شد.